# زمین‌لرزه مارس ۱۹۰۶ تایوان

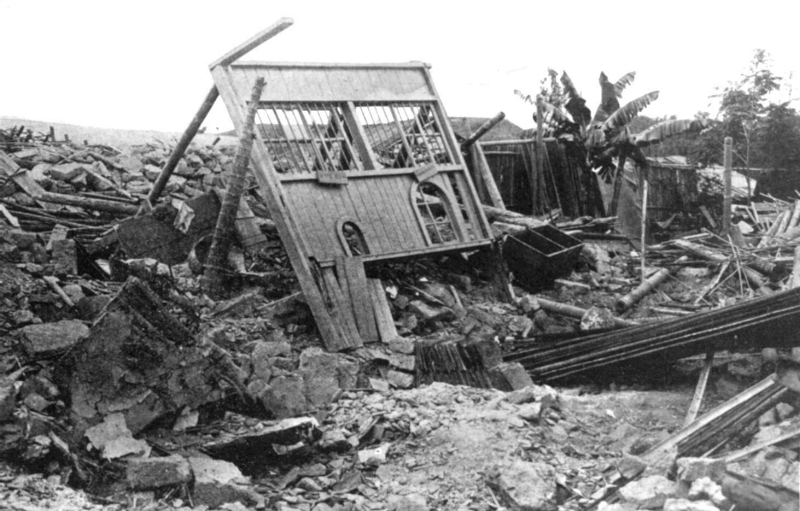
زمین لرزه در میشان، تایوان (سال 1906)

زمین‌لرزه تایوان  در تاریخ ۱۶ مارس ۱۹۰۶ میلادی، برابر با ‎۲۵ اسفند ۱۲۸۴، ساعت ۲۲:۴۲:۰۰ به زمان یوتی‌سی در تایوان رخ داد. ژرفای این زلزله ۵ کیلومتر بود. بزرگی آن ۶٫۸ در مقیاس Ms اعلام شده‌است. زمین‌لرزه به وقت محلی در روز شنبه، ساعت ۶ روی داده و منطقه زمانی آن یوتی‌سی +۸ بوده‌است .
سازمان زمین‌شناسی آمریکا نیز جای این زمین‌لرزه را در مختصات ۲۳°۳۶′شمالی ۱۲۰°۳۰′شرقی / ۲۳٫۶°شمالی ۱۲۰٫۵°شرقی و بزرگی آنرا برابر با ۶٫۸ در مقیاس ریشتر اعلام کرده‌است.
شمار کشتگان زلزله حدود ۱۲۵۸ نفر بوده‌است. تعداد زخمیان ۲۳۸۵ نفر برآورده شده‌است.